# ميل هاتشينز
ميل هاتشينز (بالإنجليزية: Mel Hutchins)‏ مواليد 22 نوفمبر 1928 في ساكرامنتو، هو لاعب كرة سلة أمريكي سابق. بدأ مسيرته الاحترافية في سنة 1951. تم اختياره من قبل فريق أتلانتا هوكس خلال الدرافت. بلغ طوله 6 قدم 6 بوصة (2.0 م). اعتزل اللعب في 1958.

## المسيرة الاحترافية
لعب مع أتلانتا هوكس من سنة 1951 إلى 1953، ثم لعب مع ديترويت بيستونز من سنة 1953 إلى 1957، ثم لعب مع نيويورك نيكس في موسم 1957–1958.

## روابط خارجية
- ميل هاتشينز على موقع إن بي أي (الإنجليزية)
- ميل هاتشينز على موقع سبورتس رفرنس (الإنجليزية)
- ميل هاتشينز على موقع كلية كرة السلة في سبورتس رفرنس.كوم (الإنجليزية)
- ميل هاتشينز على موقع ريلجم (الإنجليزية)
- ميل هاتشينز على موقع بروبوليرز (الإنجليزية)